# INTS11
Tiểu đơn vị phức hệ integrator 11 (tiếng Anh: Integrator complex subunit 11) là protein ở người được mã hóa bởi gen INTS11.